# Athlétisme aux Jeux olympiques d'été de 1968
Pour des articles plus généraux, voir Jeux olympiques d'été de 1968 et Athlétisme aux Jeux olympiques.
Navigation
Les épreuves d'athlétisme des Jeux olympiques d'été de 1968 ont eu lieu du 14 au 20 octobre 1968 au Stade olympique universitaire de Mexico, au Mexique. 1 031 athlètes issus de 93 nations ont pris part aux 36 épreuves du programme (24 masculines et 12 féminines).

## Faits marquants

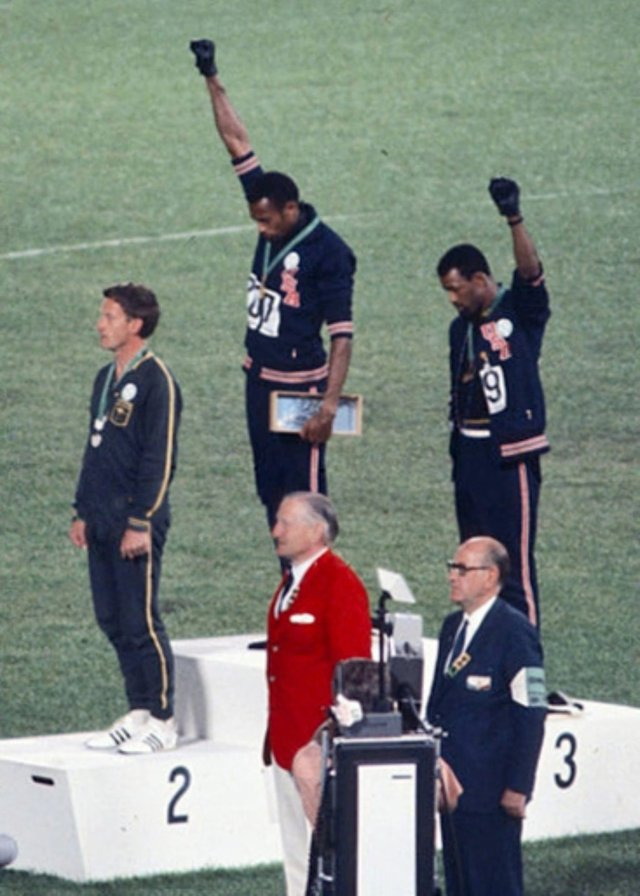
Podium du 200 m des Jeux olympiques de 1968 : poings levés, les américains Tommie Smith et John Carlos et l'australien Peter Norman. Ce dernier arbore lui aussi sur le cœur le badge du Projet Olympique pour les Droits de l’Homme, un mouvement d’athlètes engagés pour l’égalité des hommes ; sa solidarité, marquée bien que discrète, avec les deux américains lui valut mise au ban de la société australienne.

- Les performances en athlétisme ont été influencées par l'altitude élevée de la ville de Mexico (2 300m) ; notamment les épreuves d’endurance car l'air contient 30 % d'oxygène de moins qu'au niveau de la mer.
- Par contre, l'altitude élevée amena des records du monde dans toutes les courses d'athlétisme masculin de 400 m et moins, y compris les deux relais, ainsi que le 400 m haies, le saut en longueur et le triple saut[2].
- Le saut spectaculaire de Bob Beamon de 8,90 m restera le record du monde pendant 22 ans.
- L'américaine Wyomia Tyus devint la première à répéter une victoire dans le 100 m, après celle obtenue en 1964.
- L'américain Al Oerter remporta le lancer du disque pour la quatrième fois.
- Pendant les cérémonies de remise de médailles, plusieurs athlètes américains (Tommie Smith et John Carlos) ont levé un poing ganté de noir en l'air pendant l'hymne américain pour protester contre le racisme aux États-Unis.
- La française Colette Besson gagne le 400 m après une dernière ligne droite d'anthologie. Elle bat le record d'Europe et égale le record olympique.

## Résultats

### Hommes
| Épreuves | Or                                                                               | Argent                                                                      | Bronze                                                                                            |
| --- | -------------------------------------------------------------------------------- | --------------------------------------------------------------------------- | ------------------------------------------------------------------------------------------------- |
| 100 m détails | Jim Hines (USA) 9 s 95 (WR)                                                      | Lennox Miller (JAM) 10 s 0                                                  | Charlie Greene (USA) 10 s 0                                                                       |
| 200 m détails | Tommie Smith (USA) 19 s 83 (WR)                                                  | Peter Norman (AUS) 20 s 0                                                   | John Carlos (USA) 20 s 0                                                                          |
| 400 m détails | Lee Evans (USA) 43 s 86 (WR)                                                     | Larry James (USA) 43 s 9                                                    | Ron Freeman (USA) 44 s 4                                                                          |
| 800 m détails | Ralph Doubell (AUS) 1 min 44 s 3 (WR)                                            | Wilson Kiprugut (KEN) 1 min 44 s 5                                          | Tom Farrell (USA) 1 min 45 s 4                                                                    |
| 1 500 m détails | Kipchoge Keino (KEN) 3 min 34 s 9 (OR)                                           | Jim Ryun (USA) 3 min 37 s 8                                                 | Bodo Tümmler (FRG) 3 min 39 s 0                                                                   |
| 5 000 m détails | Mohammed Gammoudi (TUN) 14 min 05 s 0                                            | Kipchoge Keino (KEN) 14 min 05 s 2                                          | Naftali Temu (KEN) 14 min 06 s 4                                                                  |
| 10 000 m détails | Naftali Temu (KEN) 29 min 27 s 4                                                 | Mamo Wolde (ETH) 29 min 28 s 0                                              | Mohammed Gammoudi (TUN) 29 min 34 s 2                                                             |
| Marathon détails | Mamo Wolde (ETH) 2 h 20 min 26 s 4                                               | Kenji Kimihara (JPN) 2 h 23 min 31 s 0                                      | Mike Ryan (NZL) 2 h 23 min 45 s 0                                                                 |
| 110 m haies détails | Willie Davenport (USA) 13 s 3 (OR)                                               | Ervin Hall (USA) 13 s 4                                                     | Eddy Ottoz (ITA) 13 s 4                                                                           |
| 400 m haies détails | Dave Hemery (GBR) 48 s 1 (WR)                                                    | Gerhard Hennige (FRG) 49 s 0                                                | John Sherwood (GBR) 49 s 0                                                                        |
| 3 000 m steeple détails | Amos Biwott (KEN) 8 min 51 s 0                                                   | Benjamin Kogo (KEN) 8 min 51 s 6                                            | George Young (USA) 8 min 51 s 8                                                                   |
| 4 × 100 m détails | États-Unis Charles Greene Melvin Pender Ronnie Ray Smith Jim Hines 38 s 2 (WR)   | Cuba Hermes Ramírez Juan Morales Pablo Montes Enrique Figuerola 38 s 3      | France Gérard Fenouil Jocelyn Delecour Claude Piquemal Roger Bambuck 38 s 4                       |
| 4 × 400 m détails | États-Unis Vincent Matthews Ron Freeman Larry James Lee Evans 2 min 56 s 16 (WR) | Kenya Daniel Rudisha Hezahiah Nyamau Naftali Bon Charles Asati 2 min 59 s 6 | Allemagne de l'Ouest Helmar Müller Manfred Kinder Gerhard Hennige Martin Jellinghaus 3 min 00 s 5 |
| 20 km marche détails | Volodymyr Holubnychy (URS) 1 h 33 min 58 s 4                                     | Jose Pedraza Zuniga (MEX) 1 h 34 min 00 s 0                                 | Mykola Smaha (URS) 1 h 34 min 03 s 4                                                              |
| 50 km marche détails | Christoph Höhne (GDR) 4 h 20 min 13 s 6                                          | Antal Kiss (HUN) 4 h 30 min 17 s 0                                          | Larry Young (USA) 4 h 31 min 55 s 4                                                               |
| Saut en longueur détails | Bob Beamon (USA) 8,90 m (WR)                                                     | Klaus Beer (GDR) 8,19 m                                                     | Ralph Boston (USA) 8,16 m                                                                         |
| Triple saut détails | Viktor Saneïev (URS) 17,39 m (WR)                                                | Nelson Prudencio (BRA) 17,27 m                                              | Giuseppe Gentile (ITA) 17,22 m                                                                    |
| Saut en hauteur détails | Dick Fosbury (USA) 2,24 m (OR)                                                   | Ed Caruthers (USA) 2,22 m                                                   | Valentin Gavrilov (URS) 2,20 m                                                                    |
| Saut à la perche détails | Bob Seagren (USA) 5,40 m (OR)                                                    | Claus Schiprowski (FRG) 5,40 m                                              | Wolfgang Nordwig (GDR) 5,40 m                                                                     |
| Lancer du poids détails | Randy Matson (USA) 20,54 m (OR)                                                  | George Woods (USA) 20,12 m                                                  | Eduard Gushchin (URS) 20,09 m                                                                     |
| Lancer du disque détails | Al Oerter (USA) 64,78 m (OR)                                                     | Lothar Milde (GDR) 63,08 m                                                  | Ludvik Danek (TCH) 62,92 m                                                                        |
| Lancer du marteau détails | Gyula Zsivótzky (HUN) 73,36 m (OR)                                               | Romuald Klim (URS) 73,28 m                                                  | Lázár Lovász (HUN) 69,78 m                                                                        |
| Lancer du javelot détails | Jānis Lūsis (URS) 90,10 m (OR)                                                   | Jorma Kinnunen (FIN) 88,58 m                                                | Gergely Kulcsár (HUN) 87,06 m                                                                     |
| Décathlon détails | Bill Toomey (USA) 8 193 pts (OR)                                                 | Hans-Joachim Walde (FRG) 8 111 pts                                          | Kurt Bendlin (FRG) 8 064 pts                                                                      |
| Records et Performances - AR : Record continental (area record) - CR : Record des championnats (championship record) - MR : Record du meeting (meet record) - NR : Record national (national record) - OR : Record olympique (olympic record) - PR : Record paralympique (paralympic record) - PB : Record personnel (personal best) - SB : Meilleure performance personnelle de la saison (season's best) - WL : Meilleure performance mondiale de l'année (world leader) - WJR : Record du monde junior (world junior record) - WR : Record du monde (world record) Circonstances et Conditions - DNF : N'a pas terminé (did not finish) - DNS : N'a pas pris le départ (did not start) - DQ : Disqualification (disqualification) - NM : Aucun essai valable enregistré (No Mark) - Q : Qualifié « directement » au prochain tour (ou à la prochaine compétition), lors d'une compétition majeure, grâce au classement ou à la réalisation des minima (automatic qualifier) - q : Qualifié au prochain tour (ou à la prochaine compétition), lors d'une compétition majeure, grâce au repêchage ou à la réalisation de l'une des meilleures performances parmi celles des « non qualifiés directement » (grâce au meilleur temps ou à la meilleure distance par exemple) (secondary qualifier) |                                                                                  |                                                                             |                                                                                                   |

### Femmes
| Épreuves | Or                                                                                  | Argent                                                                        | Bronze                                                                                     |
| --- | ----------------------------------------------------------------------------------- | ----------------------------------------------------------------------------- | ------------------------------------------------------------------------------------------ |
| 100 m détails | Wyomia Tyus (USA) 11 s 0 (WR)                                                       | Barbara Ferrell (USA) 11 s 1                                                  | Irena Szewinska (POL) 11 s 1                                                               |
| 200 m détails | Irena Szewinska (POL) 22 s 5 (WR)                                                   | Raelene Boyle (AUS) 22 s 7                                                    | Jennifer Lamy (AUS) 22 s 8                                                                 |
| 400 m détails | Colette Besson (FRA) 52 s 0 (OR)                                                    | Lillian Board (GBR) 52 s 1                                                    | Natalya Pechonkina (URS) 52 s 2                                                            |
| 800 m détails | Madeline Manning (USA) 2 min 00 s 9 (OR)                                            | Ileana Silai (ROU) 2 min 02 s 5                                               | Maria Gommers (NED) 2 min 02 s 6                                                           |
| 80 m haies détails | Maureen Caird (AUS) 10 s 3 (OR)                                                     | Pam Kilborn (AUS) 10 s 4                                                      | Chi Cheng (TPE) 10 s 4                                                                     |
| 4 × 100 m détails | États-Unis Barbara Ferrell Margaret Bailes Mildrette Netter Wyomia Tyus 42 s 8 (WR) | Cuba Marlene Elejalde Fulgencia Romay Violeta Quesada Miguelina Cobian 43 s 3 | Union soviétique Ludmila Zharkova Galina Bukharina Vera Popkova Lyudmila Samotysova 43 s 4 |
| Saut en longueur détails | Viorica Viscopoleanu (ROU) 6,82 m (WR)                                              | Sheila Sherwood (GBR) 6,68 m                                                  | Tatyana Talysheva (URS) 6,66 m                                                             |
| Saut en hauteur détails | Miloslava Rezková (TCH) 1,82 m                                                      | Antonina Okorokova (URS) 1,80 m                                               | Valentina Kozyr (URS) 1,80 m                                                               |
| Lancer du poids détails | Margitta Gummel (GDR) 19,61 m (WR)                                                  | Marita Lange (GDR) 18,78 m                                                    | Nadezhda Chizhova (URS) 18,19 m                                                            |
| Lancer du disque détails | Lia Manoliu (ROU) 58,28 m (OR)                                                      | Liesel Westermann (FRG) 57,76 m                                               | Jolán Kleiber (HUN) 54,90 m                                                                |
| Lancer du javelot détails | Angela Nemeth (HUN) 60,36 m                                                         | Mihaela Penes (ROU) 59,92 m                                                   | Eva Janko (AUT) 58,04 m                                                                    |
| Pentathlon détails | Ingrid Mickler-Becker (FRG) 5 098 pts                                               | Liese Prokop (AUT) 4 966 pts                                                  | Annamaria Toth (HUN) 4 959 pts                                                             |
| Records et Performances - AR : Record continental (area record) - CR : Record des championnats (championship record) - MR : Record du meeting (meet record) - NR : Record national (national record) - OR : Record olympique (olympic record) - PR : Record paralympique (paralympic record) - PB : Record personnel (personal best) - SB : Meilleure performance personnelle de la saison (season's best) - WL : Meilleure performance mondiale de l'année (world leader) - WJR : Record du monde junior (world junior record) - WR : Record du monde (world record) Circonstances et Conditions - DNF : N'a pas terminé (did not finish) - DNS : N'a pas pris le départ (did not start) - DQ : Disqualification (disqualification) - NM : Aucun essai valable enregistré (No Mark) - Q : Qualifié « directement » au prochain tour (ou à la prochaine compétition), lors d'une compétition majeure, grâce au classement ou à la réalisation des minima (automatic qualifier) - q : Qualifié au prochain tour (ou à la prochaine compétition), lors d'une compétition majeure, grâce au repêchage ou à la réalisation de l'une des meilleures performances parmi celles des « non qualifiés directement » (grâce au meilleur temps ou à la meilleure distance par exemple) (secondary qualifier) |                                                                                     |                                                                               |                                                                                            |

## Tableau des médailles
| Rang  | Nation               | Or | Argent | Bronze | Total |
| ----- | -------------------- | -- | ------ | ------ | ----- |
| 1     | États-Unis           | 15 | 6      | 7      | 28    |
| 2     | Kenya                | 3  | 4      | 1      | 8     |
| 3     | Union soviétique     | 3  | 2      | 8      | 13    |
| 4     | Australie            | 2  | 3      | 1      | 6     |
| 5     | Allemagne de l'Est   | 2  | 3      | 1      | 6     |
| 6     | Roumanie             | 2  | 2      | 0      | 4     |
| 7     | Hongrie              | 2  | 1      | 4      | 7     |
| 8     | Allemagne de l'Ouest | 1  | 4      | 3      | 8     |
| 9     | Grande-Bretagne      | 1  | 2      | 1      | 4     |
| 10    | Éthiopie             | 1  | 1      | 0      | 2     |
| 11    | France               | 1  | 0      | 1      | 2     |
| 12    | Tchécoslovaquie      | 1  | 0      | 1      | 2     |
| 13    | Tunisie              | 1  | 0      | 1      | 2     |
| 14    | Pologne              | 1  | 0      | 1      | 2     |
| 15    | Cuba                 | 0  | 2      | 0      | 2     |
| 16    | Autriche             | 0  | 1      | 1      | 2     |
| 17    | Jamaïque             | 0  | 1      | 0      | 1     |
| 18    | Finlande             | 0  | 1      | 0      | 1     |
| 19    | Japon                | 0  | 1      | 0      | 1     |
| 20    | Mexique              | 0  | 1      | 0      | 1     |
| 21    | Brésil               | 0  | 1      | 0      | 1     |
| 22    | Italie               | 0  | 0      | 2      | 2     |
| 23    | Nouvelle-Zélande     | 0  | 0      | 1      | 1     |
| 24    | Pays-Bas             | 0  | 0      | 1      | 1     |
| 25    | Taïwan               | 0  | 0      | 1      | 1     |
| Total | Total                | 36 | 36     | 36     | 108   |